# Willem Delsaux

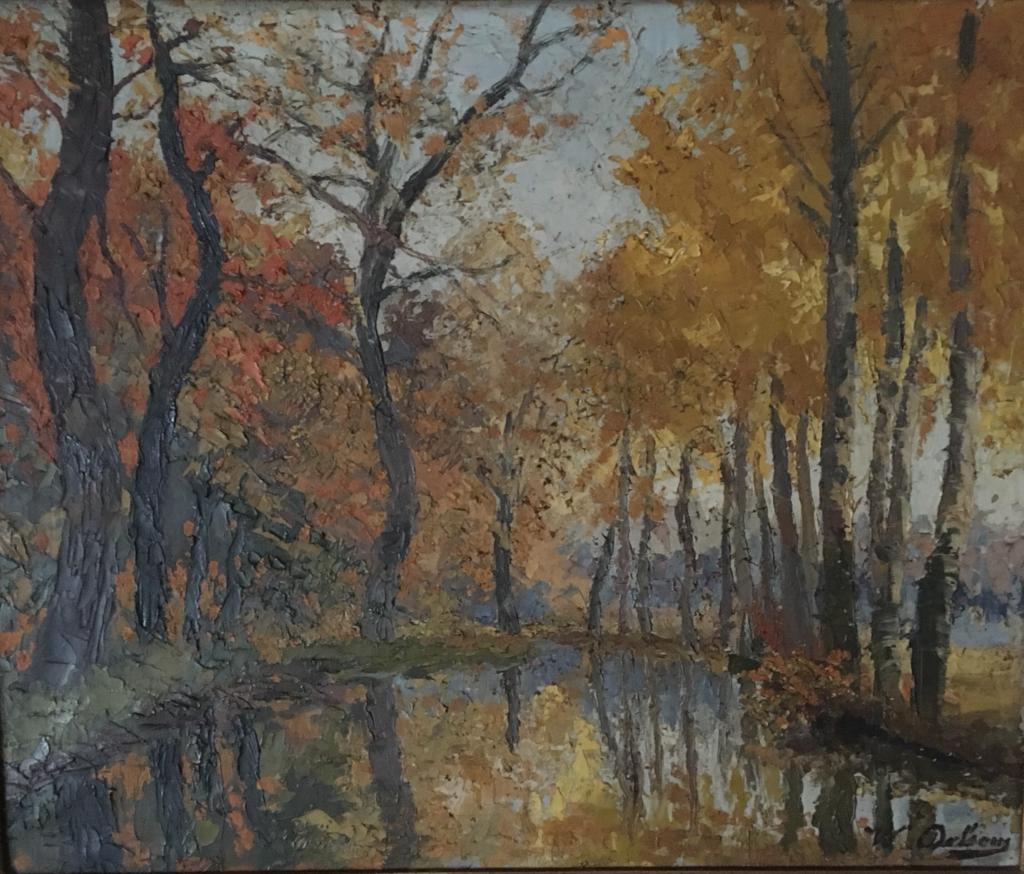
Belgische Landschaft (Privatbesitz)

Willem Charles Lievin Delsaux (* 4. Mai 1862 in Ixelles; † 28. August 1945 in Grimbergen) war ein  belgischer Maler und Grafiker, der hauptsächlich Stadtansichten und Landschaften malte. Seine Motive fand er vor allem in den belgischen Städten Brüssel, Antwerpen und Charleroi und ihrer Umgebung und an der belgischen Nordseeküste. 

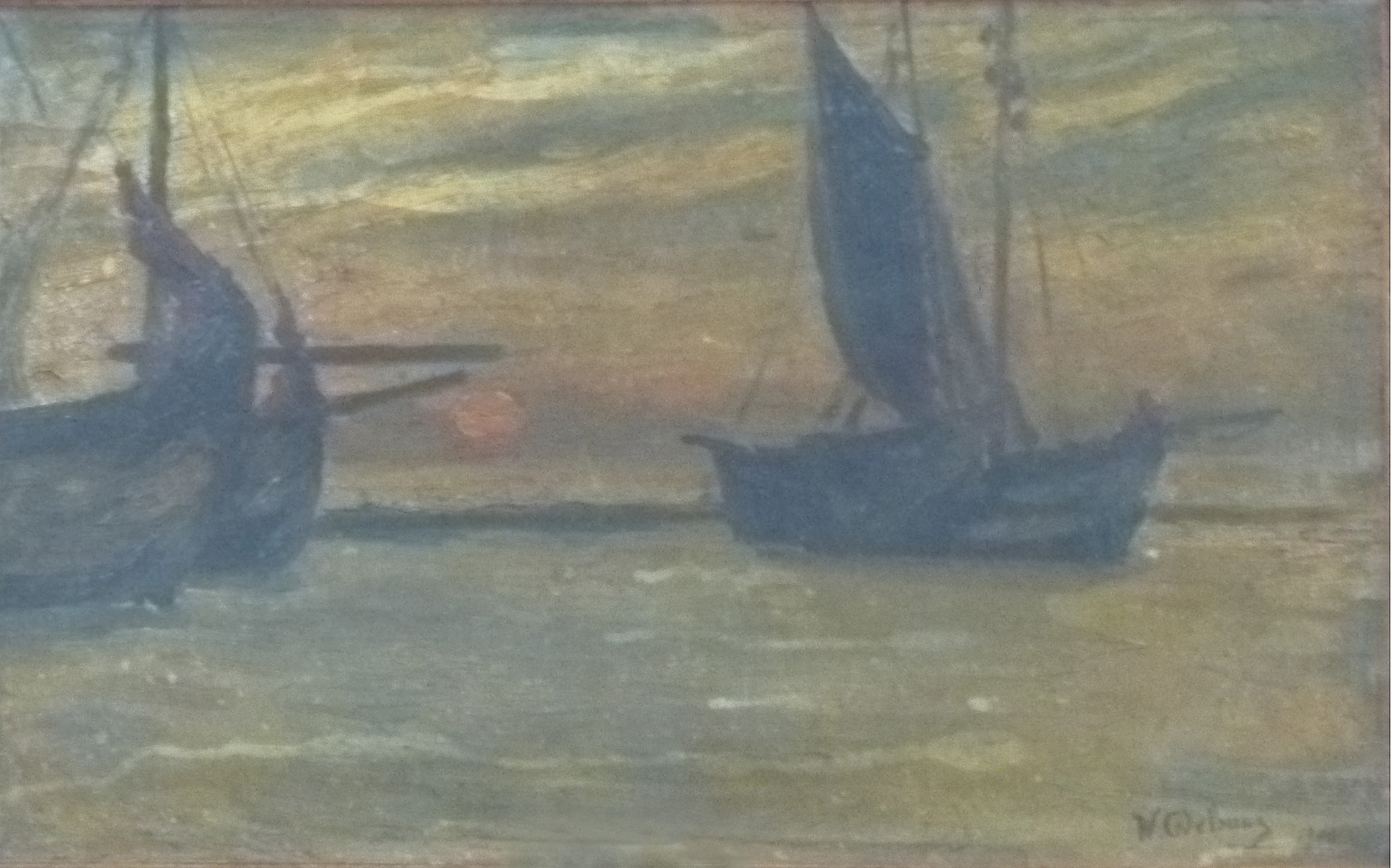
Seelandschaft (Privatbesitz)

## Karriere
Delsaux studierte von 1878 bis 1880 dekorative Malerei an der Akademie der Schönen Künste in Brüssel. Nachdem er sein Studium beendet hatte, lebte und arbeitete er in Brüssel, gehörte verschiedenen Künstlergruppen an und hatte Einzelausstellungen in Brüssel, Gent, Antwerpen, Paris und London. Delsaux wurde Dozent in Charleroi, wo er Zeichnung, Malerei und Keramik lehrte. Zu Lebzeiten hatte er verschiedene Ausstellungen; 1972 erhielt er eine Retrospektive im „Cercle Artistique de Charleroi“.

## Museen und öffentliche Sammlungen
Gemälde von Willem Delsaux finden sich heute in: 
- Musée des Beaux-Arts, Mons
- Musée des Beaux-Arts, Tournai
- Städtische Museum, Mechelen
- Fleischhaus, Antwerpen
- Hotel Charlier, Brüssel
- Städtische Sammlung, Saint-Josse-ten-Noode
- Städtische Sammlung, Schaerbeek
- Camille Lemonnier Museum, Brüssel

Des Weiteren befinden sich Gemälde von Delsaux in den Ortschaften Ixelles und Knocke-Heist, unter anderem auch in Privatbesitz.